# تصفيات كأس الأمم الإفريقية 2017 المجموعة ط
المجموعة ط من مسابقة تصفيات كأس الأمم الأفريقية لكرة القدم 2017 كانت واحدة من المجموعات الـ13 لتحديد الفرق التي تتأهل إلى نهائيات مسابقة كأس الأمم الأفريقية لكرة القدم 2017. تألفت المجموعة من أربعة فرق: غانا، موزمبيق، رواندا، و‌موريشيوس.
لعبت الفرق ضد بعضها البعض ذهاباً وإياباً لنظام التحدي، بين يونيو 2015 وسبتمبر 2016.
الفائزة بالمجموعة، غانا، تأهلت إلى كأس الأمم الأفريقية لكرة القدم 2017.

## الترتيب
| م | الفريق   | لعب | ف | ت | خ | أ.له | أ.ع | أ.ف | نقاط | التأهل            |     |     |     |     |     |
| - | -------- | --- | - | - | - | ---- | --- | --- | ---- | ----------------- | --- | --- | --- | --- | --- |
| 1 | غانا     | 6   | 4 | 2 | 0 | 14   | 3   | +11 | 14   | المسابقة النهائية |     | —   | 3–1 | 1–1 | 7–1 |
| 2 | موزمبيق  | 6   | 2 | 1 | 3 | 5    | 7   | −2  | 7    |                   |     | 0–0 | —   | 0–1 | 1–0 |
| 3 | رواندا   | 6   | 2 | 1 | 3 | 9    | 6   | +3  | 7    |                   | 0–1 | 2–3 | —   | 5–0 |     |
| 4 | موريشيوس | 6   | 2 | 0 | 4 | 3    | 15  | −12 | 6    |                   | 0–2 | 1–0 | 1–0 | —   |     |

## المباريات
| موزمبيق | 0–1   | رواندا    |
| ------- | ----- | --------- |
|         | تقرير | سوغيرا 4' |

| غانا                                                             | 7–1   | موريشيوس |
| ---------------------------------------------------------------- | ----- | -------- |
| أتسو 10' · ج. آيو 17'، 37' · جيان 22'، 29' · شلوب 65' · أكام 89' | تقرير | سوفي 31' |

| رواندا | 0–1   | غانا       |
| ------ | ----- | ---------- |
|        | تقرير | واكاسو 87' |

| موريشيوس  | 1–0   | موزمبيق |
| --------- | ----- | ------- |
| بيتيا 47' | تقرير |         |

| غانا                                | 3–1   | موزمبيق     |
| ----------------------------------- | ----- | ----------- |
| أتشيمبونغ 5' · بوي 55' · ج. آيو 57' | تقرير | مانجاتي 66' |

| موريشيوس           | 1–0   | رواندا |
| ------------------ | ----- | ------ |
| راسولوفونيرينا 58' | تقرير |        |

| موزمبيق | 0–0   | غانا |
| ------- | ----- | ---- |
|         | تقرير |      |

| رواندا                                                        | 5–0   | موريشيوس |
| ------------------------------------------------------------- | ----- | -------- |
| نشوتي 11' · سوغيرا 30'، 32' · أومبورينغا 73' · موغيرانيزا 90' | تقرير |          |

| رواندا            | 2–3   | موزمبيق                        |
| ----------------- | ----- | ------------------------------ |
| تويسينغي 36'، 77' | تقرير | دومينغيش 9'، 79' · مانجاتي 44' |

| موريشيوس | 0–2   | غانا                  |
| -------- | ----- | --------------------- |
|          | تقرير | أ. آيو 70' · أتسو 73' |

| غانا      | 1–1   | رواندا         |
| --------- | ----- | -------------- |
| تيتيه 23' | تقرير | هاكيزيمانا 83' |

| موزمبيق         | 1–0   | موريشيوس |
| --------------- | ----- | -------- |
| جانواريو 90'+5' | تقرير |          |

## مسجلو الأهداف
3 أهداف
- جوردان آيو
- إرنست سوغيرا

هدفين
- كريستيان أتسو
- أسامواه جيان
- دومينغيش
- أبسون مانجاتي
- جاك تويسينغي

هدف واحد
- ديفيد أكام
- فرانك أتشيمبونغ
- أندريه آيو
- جون بوي
- جيفري شلوب
- سامويل تيتيه
- واكاسو
- فابيان بيتيا
- فرانسيس راسولوفونيرينا
- أندي سوفي
- بهيو أنتونيو جانواريو
- جان-بابتيست موغيرانيزا
- مهاجري هاكيزيمانا
- دومينيك سافيو نشوتي
- فيتينا أومبورينغا

## روابط خارجية
- Orange Africa Cup Of Nations Qualifiers 2017, CAFonline.com